# Teodor d'Alània
Teodor d'Alània (en llatí Theodorus, en grec antic Θεόδωρος) fou un eclesiàstic romà d'Orient del qual s'ha conservat un sermó sobre l'enterrament de Jesucrist (In Jesu Sepulturam), signat per Teodor bisbe d'Alània, que alguns autors suposen que era una ciutat propera a Constantinoble.
Però segons una carta de Teodor dirigida al patriarca de Constantinoble, on fa referència a la seva labor apostòlica amb els alani (alans) i on diu que va ser consagrat bisbe d'aquest poble, Alània seria l'actual Ossètia. Com que els alans van ser convertits al cristianisme al segle vi, cal pensar que Teodor va viure en aquest segle, al mateix temps que van ser convertits els seus veïns els abasgues.
Un Teodor va ser bisbe d'Alània al segle xiii, però seria un personatge diferent.